# أليشا لان
أليشا لان (بالإنجليزية: Alycia Lane)‏ هي صحفية أمريكية، ولدت في 10 مايو 1972 في ليك غروف في الولايات المتحدة.

## وصلات خارجية
- أليشا لان على موقع IMDb (الإنجليزية)